# Democratische Partijconventie 2008
De Democratische Partijconventie 2008 werd van 25 t/m 28 augustus 2008 gehouden in het Pepsi Center in Denver.
Tijdens deze conventie werd Barack Obama gekozen als de officiële kandidaat van de Democratische Partij, met de senator Joe Biden als running mate (vicepresidentskandidaat).

## Agenda

### Maandag 25 augustus

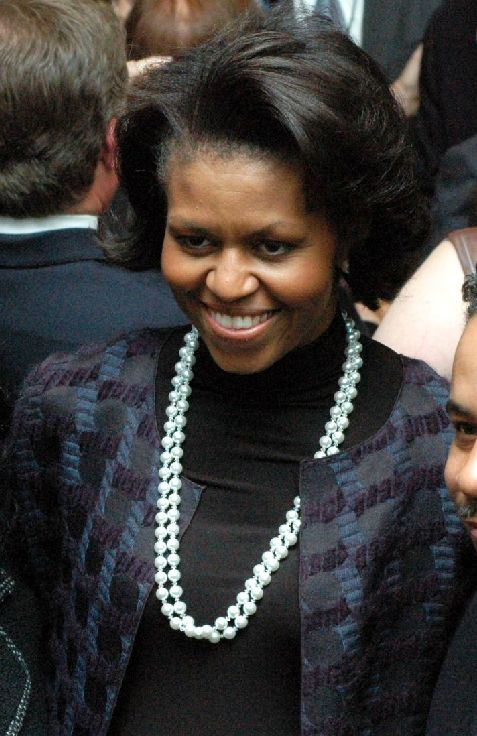
Michelle Obama

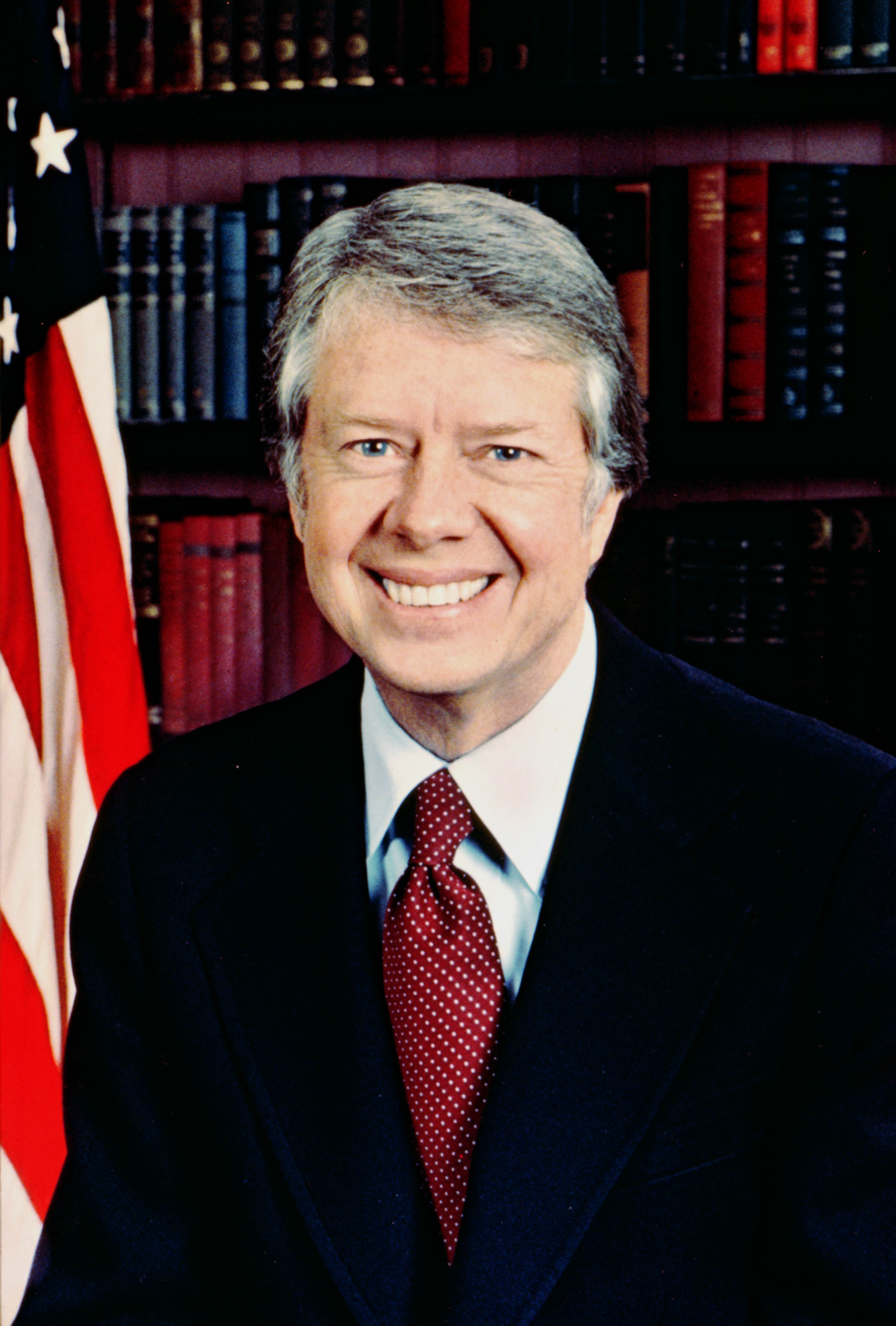
Jimmy Carter

Het thema van de eerste dag was "Eén natie" en Michelle Obama was de hoofdspreker zijn van deze dag. Ze werd geïntroduceerd door haar broer, Craig Robinson. Ook werd eer betuigd aan senator Ted Kennedy, die aan hersenkanker lijdt. Een video over het leven van Ted Kennedy werd vertoond, die ingeleid werd door Caroline Kennedy. Als grote verrassing kwam Ted Kennedy naar het podium, en gaf een inspirerende toespraak die de hele zaal tot ontroering en tot juichen bracht .
De sprekers van dag 1 waren onder meer:
- Oud-president Jimmy Carter
- Voorzitter van het Huis van Afgevaardigden Nancy Pelosi
- Lid van het Huis van Afgevaardigden Jesse Jackson Jr. namens Illinois
- Humanist Clint Borgen
- Burgemeester van Denver John Hickenlooper
- Senator namens de staat Minnesota Amy Klobuchar
- Burgemeester van Miami Manny Diaz
- Leden van de regering van de staat Illinois: Alexi Giannoulis, Dan Hynes, Lisa Madigan
- Tom Balanoff from Illinois SEIU
- Vakbondsleider Reg Weaver
- Leider van de lerarenvakbond Randi Weingarten
- President van NARAL Pro-Choice America Nancy Keenan
- Senator namens de staat Missouri Claire McCaskill
- Voormalige afgevaardigde van de staat Indiana Lee Hamilton
- Griffier van de stad Chicago Miguel del Valle
- Halfzus van Obama Maya Soetoro-Ng
- Jerry Kellman: "goede vriend van Obama en mentor"

### Dinsdag 26 augustus

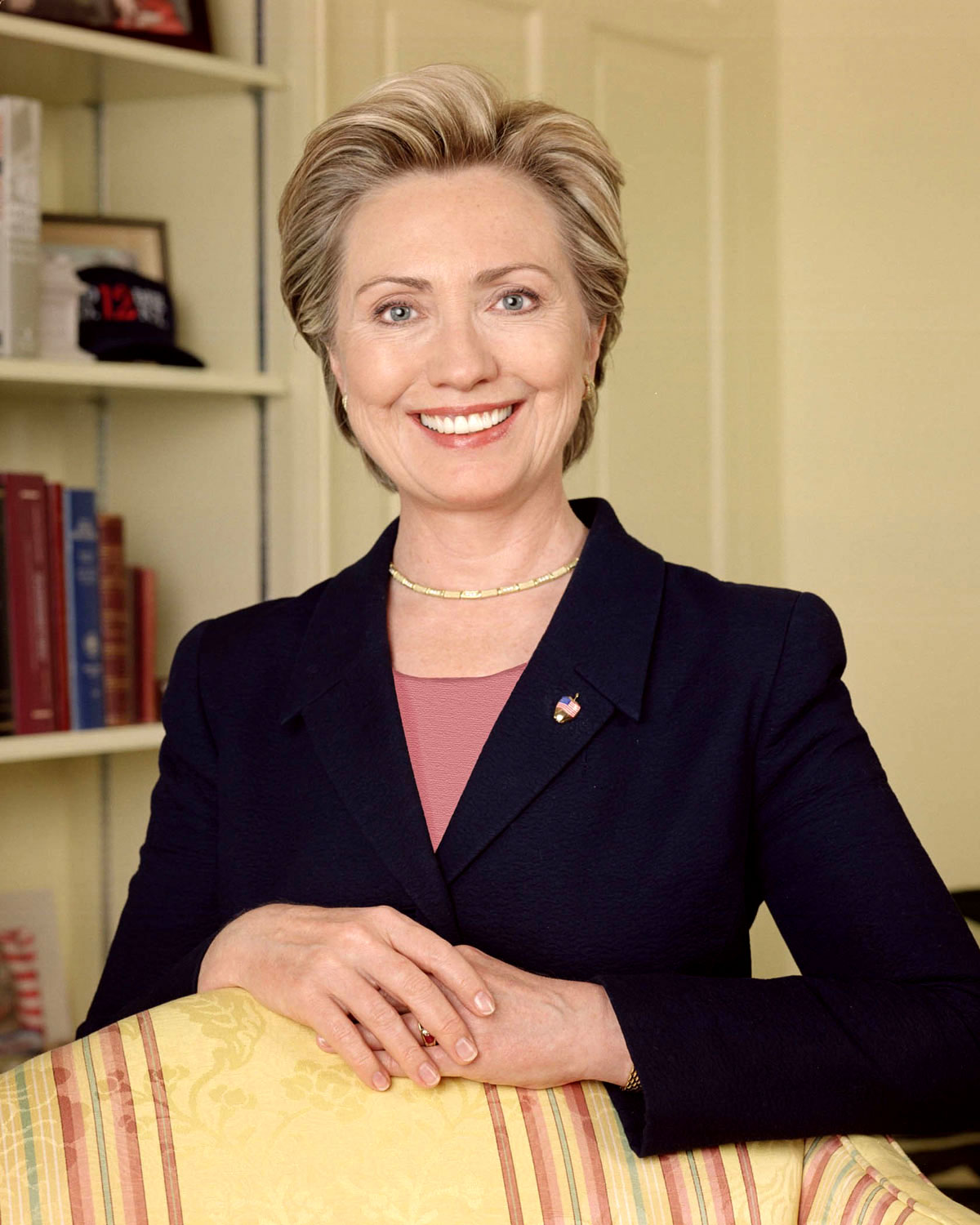
Hillary Clinton

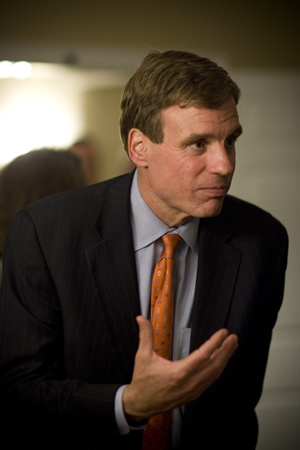
Mark Warner

Het thema van dag 2 was "De Amerikaanse belofte vernieuwen". Hillary Clinton was de hoofdspreker op deze dag. Ook sprak oud-gouverneur van Virginia Mark Warner op deze dag.
De sprekers van dag 2 waren onder meer:
- Senator van de staat Vermont Patrick Leahy
- Gouverneur van de staat West Virginia Joe Manchin
- Gouverneur van de staat Iowa Chet Culver
- Minister van Financiën van de staat Californië John Chiang
- Voorzitter van de Change to Win Federation Anna Burger
- President van de vakbond American Federation of Labor and Congress of Industrial Organizations, John Sweeney
- President van de Planned Parenthood of America Cecile Richards.
- Lilly Ledbetter
- Gouverneur van de staat Montana Brian Schweitzer
- Gouverneur van de staat Massachusetts Deval Patrick
- Gouverneur van de staat Kansas Kathleen Sebelius
- Gouverneur van de staat Arizona Janet Napolitano
- Gouverneur van de staat Wisconsin Jim Doyle
- Gouverneur van de staat Pennsylvania Ed Rendell
- Gouverneur van de staat Ohio Ted Strickland
- Gouverneur van de staat New York David Paterson
- Senator Bob Casey, Jr. van Pennsylvania
- Voormalige minister van Energie en Transport Federico Peña
- Meerderheidsleider in het Huis van Afgevaardigden Steny Hoyer
- Afgevaardigde Rahm Emanuel
- Afgevaardigde Xavier Becerra, assistent van de voorzitter van het Huis van Afgevaardigden;
- Afgevaardigde Chris Van Hollen en voorzitter van de Democratic Congressional Campaign Committee (DCCC)
- Afgevaardigde Nydia Velazquez (New York)
- Afgevaardigde Linda Sanchez (Californië)
- Afgevaardigde Tammy Baldwin (Wisconsin)
- Afgevaardigde Eleanor Holmes Norton (Washington D.C.)
- Afgevaardigde Mike Honda (Californië)

### Woensdag 27 augustus

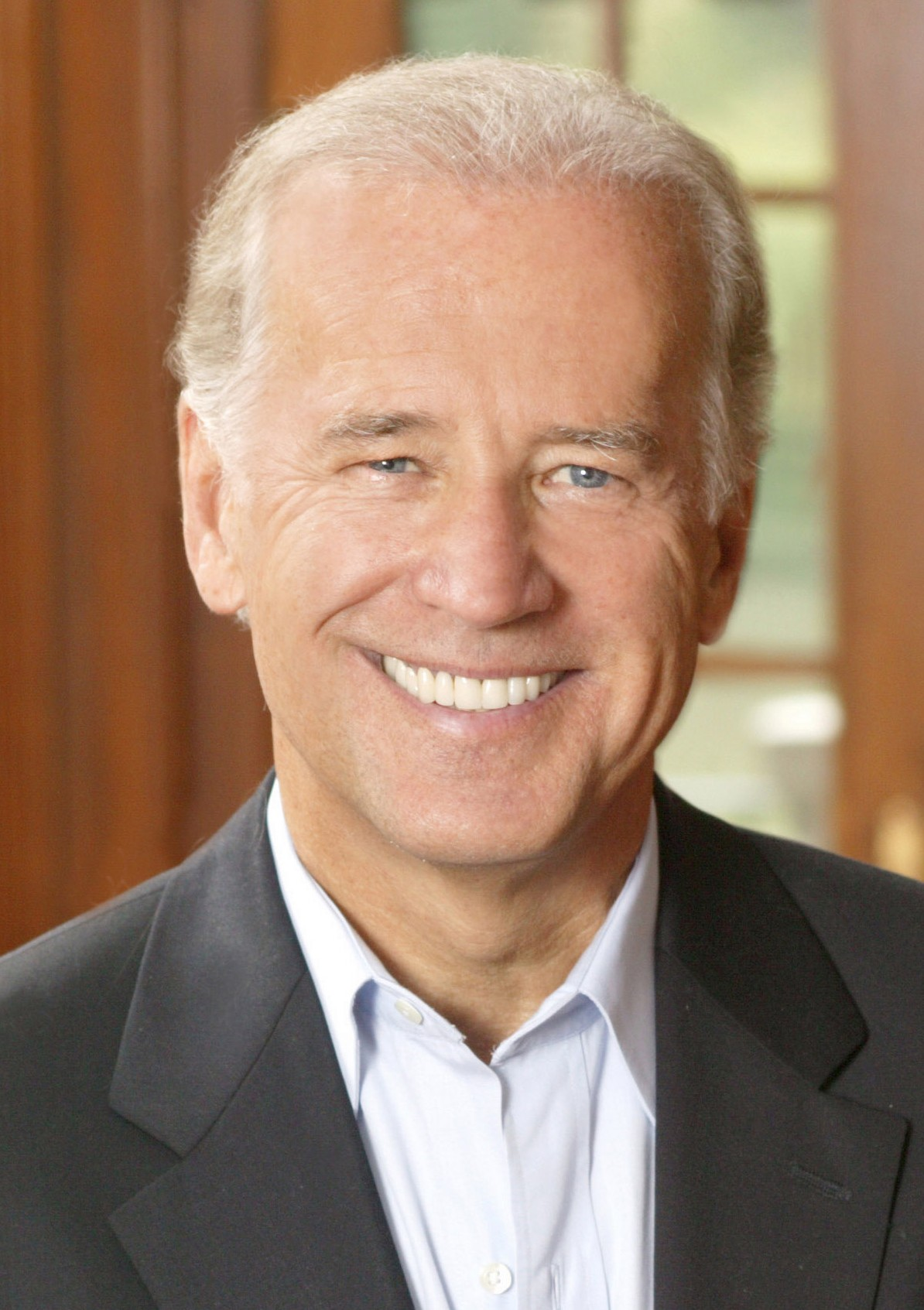
Joe Biden

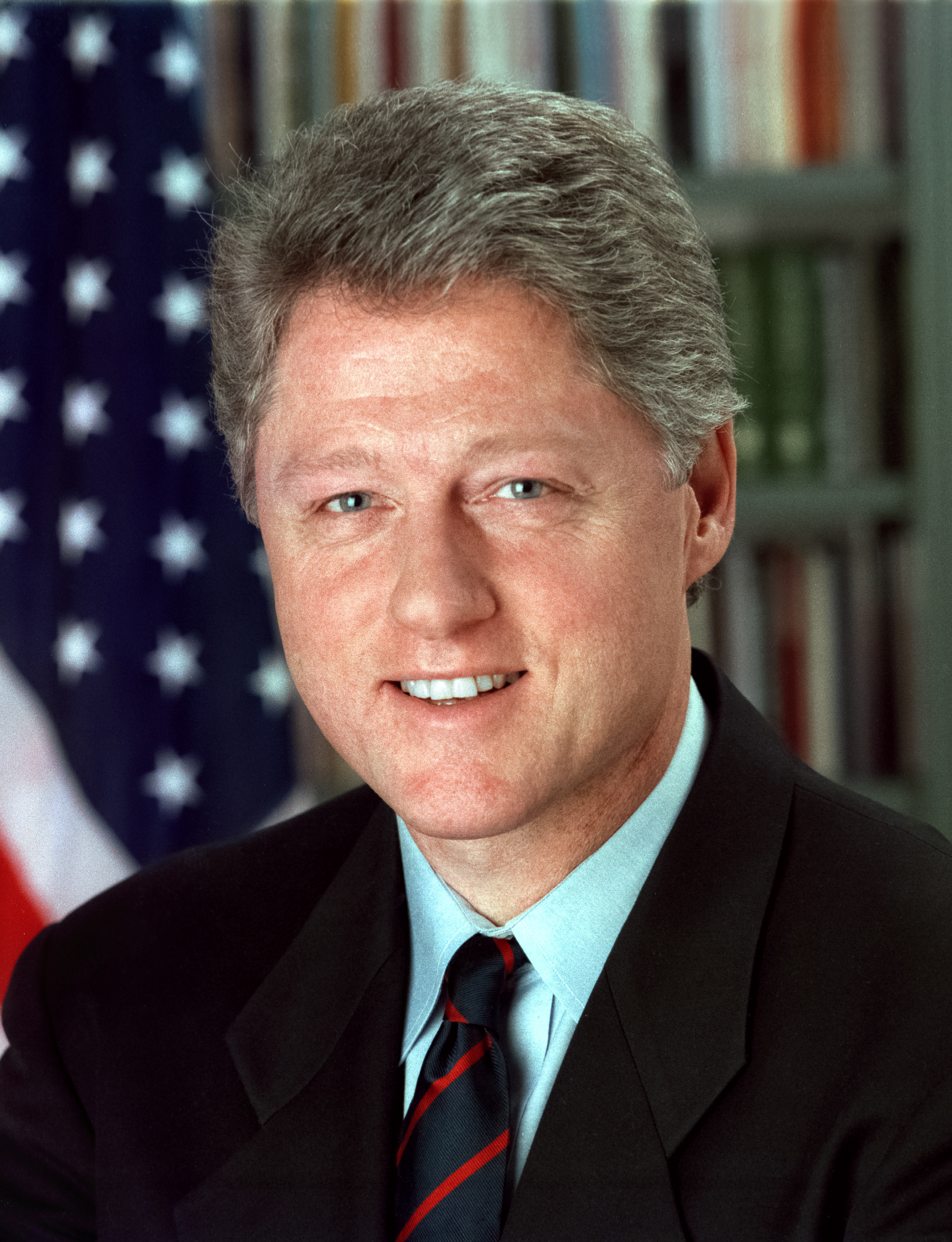
Bill Clinton

Het thema van dag 3 was de "Amerikaanse toekomst beschermen". Hoofdsprekers waren Joe Biden, de running-mate van Obama, afgevaardigde Patrick Murphy en Irakveteraan Tammy Duckworth stond stil bij de andere veteranen.
De sprekers van dag 3 waren onder meer:
- Oud-president Bill Clinton
- Gouverneur Bill Richardson van de staat New Mexico
- Senator namens de staat Massachusetts John Kerry
- Voormalige Democratische leider in de Senaat Tom Daschle
- Senator namens de staat Rhode Island Jack Reed
- Burgemeester van Chicago Richard Daley
- Senator namens de staat Indiana Evan Bayh
- Senator namens de staat West Virginia Jay Rockefeller
- Democratische leider in de Senaat Harry Reid
- Senator namens de staat Colorado Ken Salazar
- Plaatsvervangende leider in het Huis van Afgevaardigden James E. Clyburn
- Afgevaardigde van de staat Florida Robert Wexler

### Donderdag 28 augustus

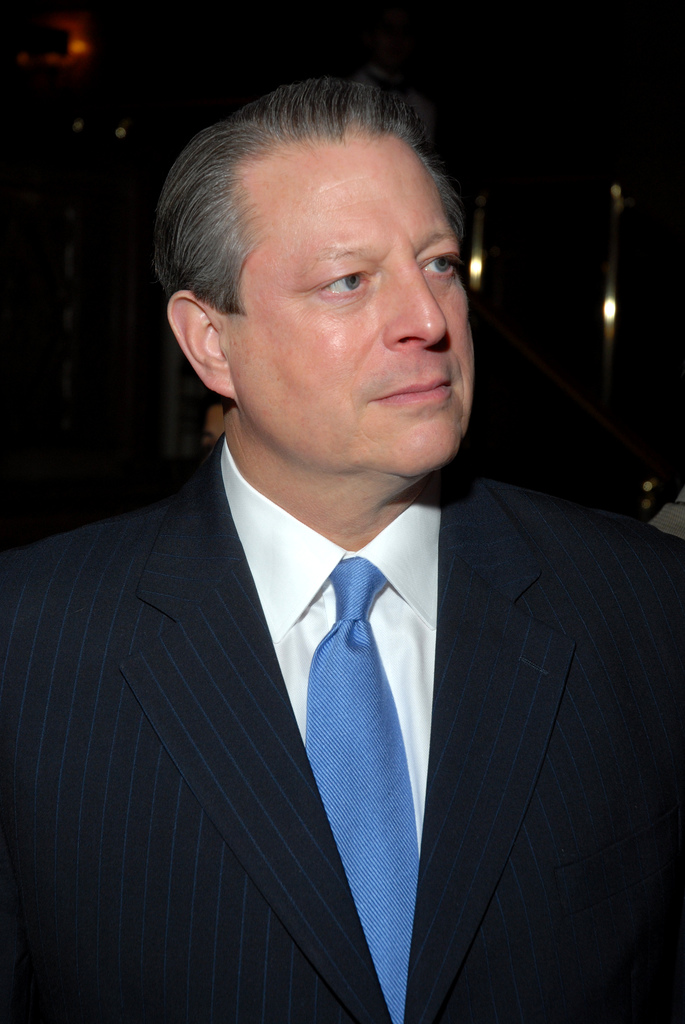
Al Gore

Het thema van de laatste dag was Change You Can Believe In ("Verandering waar u in kunt geloven").
Barack Obama accepteerde deze dag de nominatie tijdens een toespraak in het stadion INVESCO Field at Mile High. Deze toespraak was overigens 45 jaar na de I Have a Dream-toespraak van Martin Luther King Jr.. Hij werd bijgestaan door de voormalige vicepresident Al Gore.
Voordat Obama sprak, gaf rabbijn David Saperstein een toespraak. Preker Joel Hunter van een megakerk in Florida bood na de toespraak van Obama de zegening aan aan Obama.